# Concours international de piano Clara-Haskil
Le concours international de piano Clara-Haskil se tient à Vevey (Suisse).
Il est dédié à la pianiste Clara Haskil qui vécut à Vevey de 1942 jusqu'à sa mort en 1960.
Son but est d'accueillir les jeunes pianistes du monde entier poursuivant un idéal musical inspiré de celui qu'a illustré Clara Haskil.

## Fondation et dates
Fondé en 1963, le festival se déroule tous les deux ans, les années impaires, en août-septembre.
Le président du jury est Michel Dalberto de 1991 à 2009. En 2011 et 2013 cette mission est remplie par Martin T:son Engstroem. De 2015 à 2021 Christian Zacharias occupa ce poste. C'est Finghin Collins qui assure ce poste depuis 2023.

## Lauréats
- 1963 : pas de prix
- 1965 : Christoph Eschenbach (Allemagne)
- 1967 : Dinorah Varsi (Uruguay)
- 1969 : pas de prix
- 1971 : pas de concours
- 1973 : Richard Goode (États-Unis)
- 1975 : Michel Dalberto (France)
- 1977 : Evgeni Korolyov (URSS)
- 1979 : Cynthia Raim (États-Unis)
- 1981 : Konstanze Eickhorst (en) (Allemagne)
- 1983 : pas de prix
- 1985 : Natasa Veljkovic (Yougoslavie)
- 1987 : Hiroko Sakagami (Japon)
- 1989 : Gustavo Romero (États-Unis)
- 1991 : Steven Osborne (Écosse / GB)
- 1993 : Till Fellner (Autriche)
- 1995 : Mihaela Ursuleasa (Roumanie)
- 1997 : Delphine Bardin (France)
- 1999 : Finghin Collins (Irlande)
- 2001 : Martin Helmchen (Allemagne)
- 2003 : pas de prix
- 2005 : Sunwook Kim (Corée du Sud)
- 2007 : Hisako Kawamura (Japon)
- 2009 : Adam Laloum (France)
- 2011 : Cheng Zhang (Chine)
- 2013 : Cristian Budu (Brésil)
- 2015 : pas de prix
- 2017 : Mao Fujita (Japon)[1]
- 2019 : pas de prix[2]
- 2021 : Yumeka Nakagawa (Japon)[3]
- 2023 : Magdalene Ho (Malaisie)[4]